# ダークスーツ
『ダークスーツ』は、2014年11月22日から12月27日まで毎週土曜日21:00 - 22:00に、NHK大阪制作・NHK総合テレビジョン「土曜ドラマ」枠で放送されていた日本のテレビドラマ。全6回。主演は斎藤工。

## キャスト

### ハシバエレクトロニクス

#### 再建プロジェクトチーム
一之瀬 諒
演 - 斎藤工
ハシバ営業サービス営業部 → 本社営業管理部 → 取締役秘書室。
番場 智彦
演 - 満島真之介
本社製品開発部。
高根沢 志桜里
演 - 市川由衣
本社知財部。
小宮 誠二
演 - 大鶴義丹
本社総務部。
安城 博信
演 - 神保悟志
本社経理部。

#### 取締役
松木 清臣
演 - 石丸幹二（少年期：星野麻都）
アダムス・インダスストリー社長 → 本社社長 → ジョイスキャピタルマネジメント日本支社顧問。
瀧 信介
演 - 榎木孝明
ハシバ営業サービス常務 → 本社取締役。
最上 利一
演 - 柴俊夫
専務。医療機器担当。
里中 喜代寛
演 - 石丸謙二郎
常務。家電部門担当。
塩崎 卓郎
演 - 大和田伸也（過去：永嶋柊吾）
常務。長沼の元部下。
羽柴 浩伸（はしば こうしん）
演 - 菅原大吉
取締役 → 社長。
加賀 宗平
演 - 深水三章
専務。
岩永 勝夫
演 - 須永慶
常務。
井岡 哲郎
演 - 大杉漣（過去：大塚ヒロタ）
専務。
御園 龍之介
演 - 竜雷太（過去：山口馬木也）
会長。
羽柴 豊信
演 - 品川徹
創始者。

#### 役員秘書室
三雲 久哉
演 - 森岡豊
山根 咲子
演 - 大路恵美
里中と愛人関係。
白川 雄二
演 - 津村知与支
田坂 智美
演 - 押元奈緒子
渕上 洋子
演 - 堀口ひかる
平井 美香子
演 - HITOMI
副島 冬子
演 - 菅井玲
越野
演 - 細野今日子

### ビジネスニュースジャパン
吉田 幸四郎
演 - 戸次重幸
ニュースキャスター。松木の協力者。
秋山 和人
演 - 加藤厚成
衛藤 英樹
演 - 阿部翔平
渡辺慶介
演 - 竹尾一真

### その他
一之瀬 美砂子
演 - 倉科カナ
一之瀬の妻。特定疾患・強皮症を発症。
長沼 寿々子
演 - 赤座美代子（過去：小橋めぐみ）
松木の母。若い頃御園と愛人関係。
長沼（田中） 雄一
演 - 清水章吾（過去：矢柴俊博）
松木の義父。元ハシバ青井が原研究所所長。

### ゲスト
キャスト名横の表記は出演回。

#### 第1話
ヒーボン社
フォン
演 - パム・フン
部品工場社長。
トラン
演 - ファン・スアンバオ
部品工場技術主任。
ルー
演 - ダオ・ラン・ヤン
現地通訳。

その他
寺内 重文
演 - 小林勝也
経済産業大臣。
島田 孝彦
演 - 水橋研二
ハシバ営業サービス経理部。一之瀬の同期。
立浪 薫
演 - 渡辺憲吉（第4話）
菱川あけぼの銀行融資部。ハシバの担当者。
ロバート・ベイカー
演 - エリック・ブラウン（第5話）
転職エージェント。

#### 第2話
イスミ製造
井澄 卓司
演 - 野添義弘
技術畑出身の社長。
神山 高志
演 - 大高洋夫
ひずみ計の開発を進める技術者。

その他
掛川 裕也
演 - 渡洋史（第5話）
ジョイスキャピタルマネジメント日本支社長。松木の大学時代からの悪友。
矢島 洋二郎
演 - 祖父江進
富田化学専務。
内田
演 - 長沢大
ウチダテクニカル社長。イスミ製造の合併先企業。
種田
演 - 佐藤誓
ハシバ経理部部長。

#### 第3話
黎秀会宇都宮北病院
折原 郁馬
演 - 針原滋
院長。地元の名士。
田宮 栄作
演 - 苅谷俊介
入院患者。ハシバ宇都宮工場製造部元技術者。
米田
演 - 野村修一
事務員。
梶原
演 - 千葉哲也
元勤務医。院長と意見が対立したことから病院を去る。
大塚
演 - 千代將太
ハシバメディカル社員。
時任 秀郎
演 - 山田洋
腎がん手術の権威。

#### 第4話
オトワ電機
重田 貴志
演 - 渡辺大
元ハシバ社員。ハシバ製省エネエアコンの設計データをオトワ電機に流失させる。
堀田 幸也
演 - 有福正志
オトワ電機常務。総務人事部門担当。里中と同じ大学の出身で2年先輩に当たる。

その他
平山
演 - 黒部進（第5話）
あおいの里病院院長。1か月に1回の頻度で塩崎から指示を受けた里中から300万円を受け取る。
徳井
演 - 林和義
徳井企画社長。ハシバ家電の販売促進を請負うイベント会社。
南 一樹
演 - 須田邦裕
家電量販店「オールワン」ハシバ家電販売担当。一之瀬の友人。

#### 第5話
枝野 英輔
演 - 趙珉和
ソフィア・ファンド日本支社長。元よつば銀行融資部部長。ソフィア・ファンドは経営破綻したアメリカ製造業大手企業・ニクソン・インスツルメンツの再建を進める。

## スタッフ
- 作 - 荒井修子
- 音楽 - 佐橋俊彦
- 演出 - 伊勢田雅也、土井祥平
- 主題歌 - B'z「Exit To The Sun」（VERMILLION RECORDS）[3]
- 演奏 - フェイスミュージック
- 知的財産考証 - 久慈直登
- 企業経営考証 - 川原慎也
- 企業経理考証 - 甘粕潔
- 法律考証 - 津田宏明、飯田豊浩、垣内惠子
- 医事考証 - 伊藤保彦
- 英語指導 - スティーブ・ワイリー
- 取材協力 - 井上久男
- 資料提供 - 清水隆秀
- 撮影協力 - ベトナム外務省FPC
- ベトナムロケコーディネーター - 松崎義浩
- 擬闘 - 大道寺俊典
- 制作統括 - 谷口卓敬
- 制作著作 - NHK大阪

## 放送日程
| 各話   | 放送日   | サブタイトル             | 演出       |
| ------ | -------- | ------------------------ | ---------- |
| 第1話  | 11月22日 | 傷ついた巨人よ、再生せよ | 伊勢田雅也 |
| 第2話  | 11月29日 | 技術者たちの勝利         | 伊勢田雅也 |
| 第3話  | 12月06日 | お前らに何がわかる?      | 伊勢田雅也 |
| 第4話  | 12月13日 | 沈黙の紙幣               | 伊勢田雅也 |
| 第5話  | 12月20日 | 過去への旅               | 土井祥平   |
| 最終話 | 12月27日 | 決戦                     | 伊勢田雅也 |